# Sheffield Steelers
Sheffield Steelers är en ishockeyklubb från Sheffield i Storbritannien. Klubben bildades 1991 och spelar i Sheffield Arena. Klubben spelar i högsta ligan (British Elite Ice Hockey League) och har blivit brittiska mästare vid flera tillfällen.